# ルドラ

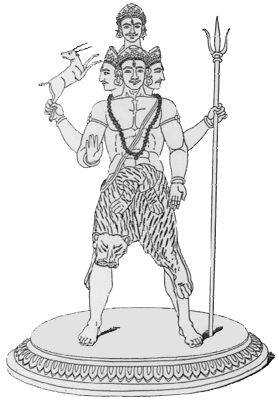
ルドラ

ルドラ (रुढ्र [rudra]) は、インド神話に登場する暴風神である。その名は「泣く、吠える」を意味する語根 rud に由来し、「咆哮を上げる者」「叫ぶ者」を意味する。仏典における漢訳名は嚕捺羅、嚕拏羅、魯捺羅（ろだら）。
『リグ・ヴェーダ』では3篇の独立讃歌、一部がソーマに割かれている讃歌1篇、またソーマと共有する讃歌1篇がある。

## 解説
ルドラの姿は、赤褐色の肉体に黄金の装身具を着け、弓矢を持つという。また、「ヴァジュラを持つ者」といわれることもある。
風水害をもたらす反面慈雨をもたらし、大地に豊穣を呼び込むモンスーンの神格化と考えられている。人々がその怒りを恐れる、強力で荒ぶる神であるが、聡明さと優しさを兼ね備え、人々の健康・安寧を保障する存在でもあり、医薬を司るともされた。
牝牛プリシュニーとの間にマルト神群と呼ばれる息子たちがいて、彼らも暴風雨の神である。
『リグ・ヴェーダ』の中ではアスラとも呼ばれ、アスラ神族が悪魔とされる時代以前の名残りをとどめている。

## シヴァ神との関係
『リグ・ヴェーダ』ではルドラに対する形容詞「シヴァ」（「吉祥な」の意味）は一度だけみられるものの、古ウパニシャッドではルドラは形容詞のシヴァを添えられるようになる。このように、時代が下るにつれてルドラはシヴァ神とたびたび関連づけられた。プラーナ文献の一書『シヴァ・プラーナ』では、シヴァが語る言葉の中に「私の化身であるルドラ」という表現すら現れた。そして、ヒンドゥー教では完全にシヴァと同一視された。つまり、ルドラはシヴァの前身である。
ルドラは「弓の射手」（サンスクリット：Śarva）と呼ばれ、矢はルドラに不可欠なアトリビュートである。この呼び名はシヴァ・サハスラナーマ（シヴァの千の名前）の中にも現れ、R. K. Sharmaは、後世の言語ではシヴァの名前の1つとしてしばしば用いられていると指摘している。
後期ヴェーダ文献には、ルドラが悪魔の城塞3つを一矢のみで破壊する説話が残っている。この説話も、ヒンドゥー教神話の時代になるとシヴァのものとなる（「トリプラースラ」を参照）。

## ゾロアスター教でのルドラ
ルドラはゾロアスター教ではダエーワ（悪魔）とされた。ダエーワのサルワ (Saurva) はルドラの別名Śarvaに対応している。